# A Different Corner
«A Different Corner» (en español: «Una esquina diferente») es una balada escrita e interpretada por el cantautor inglés George Michael, Fue publicado bajo los sellos discográficos Epic Records (junto a CBS Records en los Estados Unidos) el 3 de marzo de 1986, incluida en su tercer y último álbum de estudio del dúo británico de pop Wham! titulado Music from the Edge of Heaven  (1986).

## Historia
En el momento de su lanzamiento en marzo de 1986, Michael seguía siendo miembro del dúo Wham!, aunque se había anunciado que él y su socio Andrew Ridgeley se separaron en el verano después de una despedida, sencillo, álbum y concierto. Michael ya había disfrutado un solo de # 1 en el UK Singles Chart en 1984 con "Careless Whisper", y cuando volvió a la cima con "A Different Corner", se convirtió en primer sencillo en solitario ha actuado en la historia de las listas británicas a llegar a # 1 con sus dos primeros lanzamientos, a pesar de que era casi un desconocido o nuevo acto en ambas ocasiones. La canción fue acreditado también con ser el segundo # 1 (después de "I Just Called to Say I Love You" de Stevie Wonder), que fue escrita, cantada, tocada, arreglada y producida por la misma persona. La canción alcanzó el puesto # 7 en el US Billboard Hot 100, convirtiéndose en el primer sencillo que acreditó únicamente a Michael para convertirse en un éxito entre los diez primeros de América.
Después de que Simon Bates emitiera por primera vez A Different Corner en Radio 1, se clasificó la canción en tan alta posición que de inmediato se vuelva a reproducir desde el principio.
Una nota en la parte posterior de la portada proclama: "Este disco está dedicado a la memoria."

## Posicionamiento
| Listas         | Posición |
| -------------- | -------- |
| Países Bajos   | 1        |
| Noruega        | 1        |
| Reino Unido    | 1        |
| Estados Unidos | 7        |

## Lista de canciones

### 7": Epic / A 7033 (UK)
1. «A Different Corner» – 3:57
2. «A Different Corner» (instrumental) – 4:13

### 12": Epic / GTA 7033 (UK)
1. «A Different Corner» – 3:57
2. «A Different Corner» (instrumental) – 4:13

- publicado en desplegables